# Hai (Distrikt)
Hai ist ein Distrikt der Kilimandscharo-Region im Nordosten Tansanias. Der Distrikt grenzt im Nordwesten an den Distrikt Siha, im Westen an die Arusha-Region, im Süden an die Region Manyara, im Osten an die Distrikte Moshi und Moshi (MC) und im Nordosten an den Distrikt Rombo.

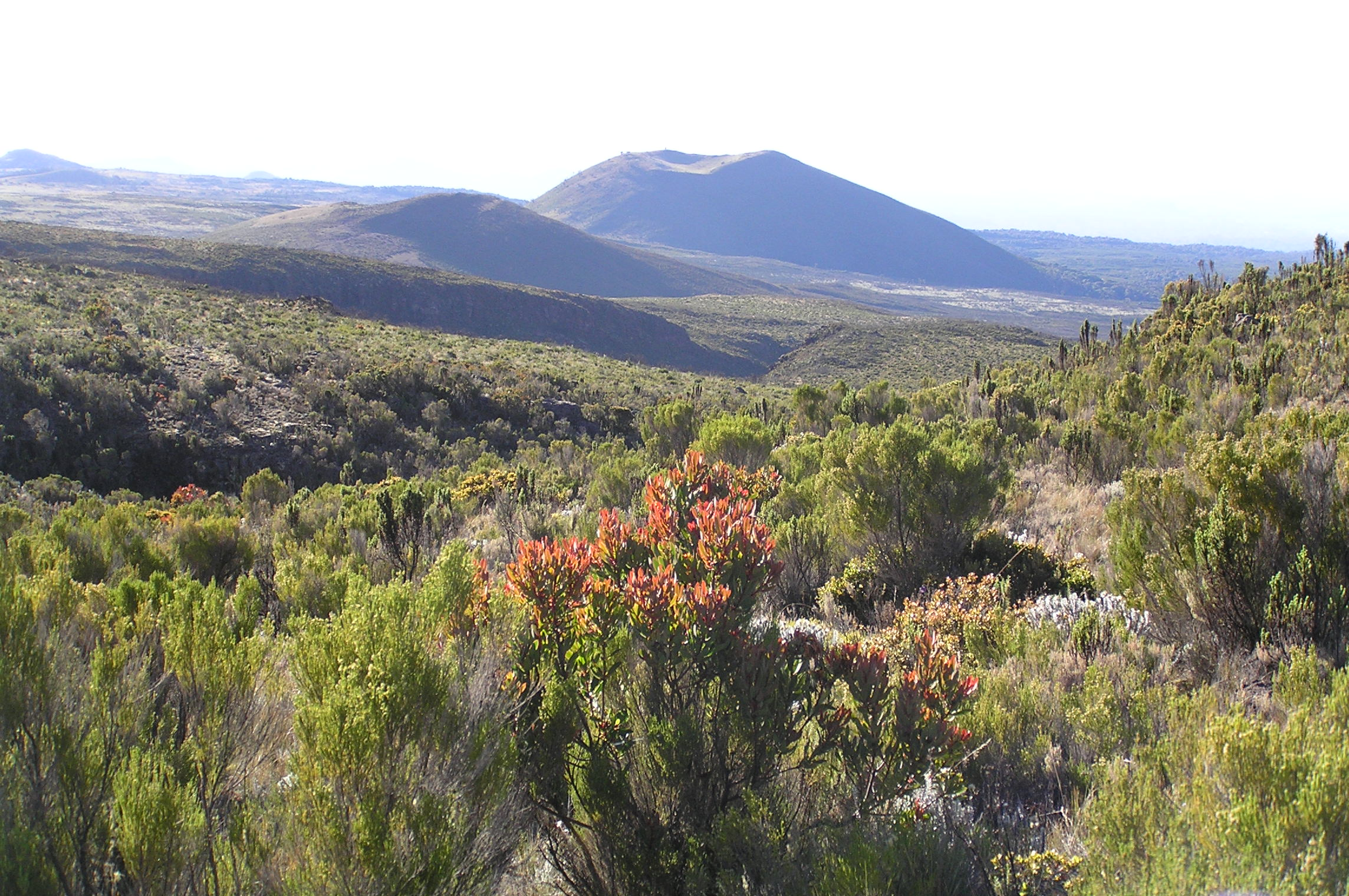
Vegetation am Kilimandscharo

## Geographie
Hai liegt am Westhang des Kilimandscharo, hat eine Größe von 902 Quadratkilometer und 240.999 Einwohner (Volkszählung 2022). Das Gebiet ist im Süden flach und steigt nach Nordosten rasch an. Es gibt zwei Regenzeiten, eine mit kurzen Regenschauern von Oktober bis Dezember, die zweite mit längeren Regenfällen von März bis Mai/Juni. Die Trockenzeit dauert von August bis Oktober.

## Verwaltungsgliederung
Der Distrikt ist in 17 Gemeinden (Wards) untergliedert:
- Bomang'ombe
- Bondeni
- KIA
- Machame Kaskazini
- Machame Magharibi
- Machame Mashariki
- Machame Narumu
- Machame Uroki
- Masama Kati
- Masama Kusini
- Masama Magharibi
- Masama Mashariki
- Masama Rundugai
- Mnadani
- Muungano
- Romu
- Weruweru

| Die vorherrschende Ethnie im Distrikt sind die Chagga. Hatte Hai im Jahr 1988 bereits 197.518 Bewohner, so sank diese Zahl bis 2002 auf 169.721, um bis 2012 auf 210.533 und bis 2022 auf 240.999 anzusteigen. Im Zeitraum von 2002 bis 2012 stieg die Alphabetisierungsrate der über Fünfzehnjährigen von 90 auf 92 Prozent. Etwa zwei Drittel der Bevölkerung sprach Swahili, rund ein Fünftel Englisch und Swahili. Teilt man die Haushalte in fünf Gruppen ein, beginnend mit den ärmsten bis zu den reichsten, so zeigt sich, dass Hai im Vergleich zu den Nachbardistrikten recht wohlhabend ist. Nur 12 Prozent fallen in das ärmste Fünftel, 28 Prozent in das reichste Fünftel. | Die zur Anzeige dieser Grafik verwendete Erweiterung wurde dauerhaft deaktiviert. Wir arbeiten aktuell daran, diese und weitere betroffene Grafiken auf ein neues Format umzustellen. (Mehr dazu)Haushaltsvermögen in Quintilen |

- Bildung: Im Distrikt gibt es 105 Grundschulen und 29 weiterführende Schulen.[7]

- Gesundheit: Für die medizinische Versorgung der Bevölkerung gibt es zwei Krankenhäuser (Stand 2019).[7]

- Wasser: Im Jahr 2011 wurden 80 Prozent der Bevölkerung mit sicherem Trinkwasser versorgt.[8]

| Der wichtigste Wirtschaftszweig im Distrikt ist die Landwirtschaft. Daneben gibt es noch Forstwirtschaft und Fischerei. | Die zur Anzeige dieser Grafik verwendete Erweiterung wurde dauerhaft deaktiviert. Wir arbeiten aktuell daran, diese und weitere betroffene Grafiken auf ein neues Format umzustellen. (Mehr dazu) |

### Handel und Gewerbe
Im Vergleich zu anderen Distrikten in der Region hat Hai mit 36 Prozent einen hohen Anteil von Unternehmen mit Miteigentum. Nur acht Prozent der Betriebe hat Angestellte.

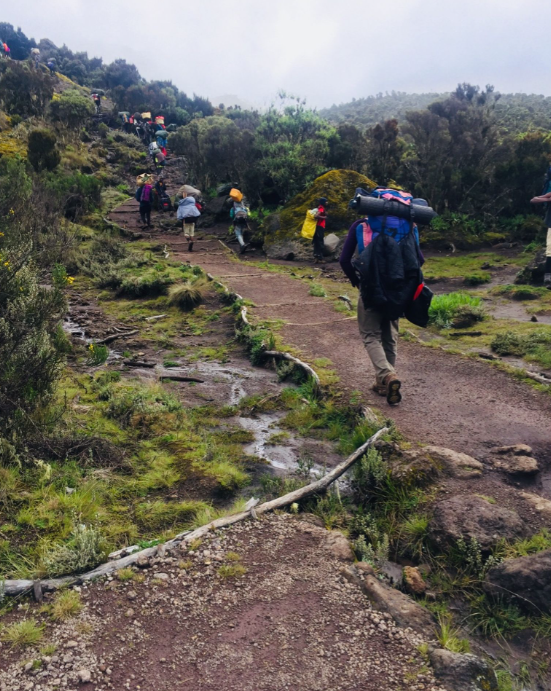
Aufstieg auf der Machame-Route

### Tourismus
- Die wichtigste touristische Attraktion ist der Kilimandscharo-Nationalpark, der etwa ein Viertel der Gesamtfläche des Distriktes einnimmt.[13]
- Die Machame-Route ist eine der wichtigsten Wege auf den Kilimandscharo. Ihr Startpunkt und ihre ersten beiden Tagesetappen liegen im Distrikt Hai.[14]

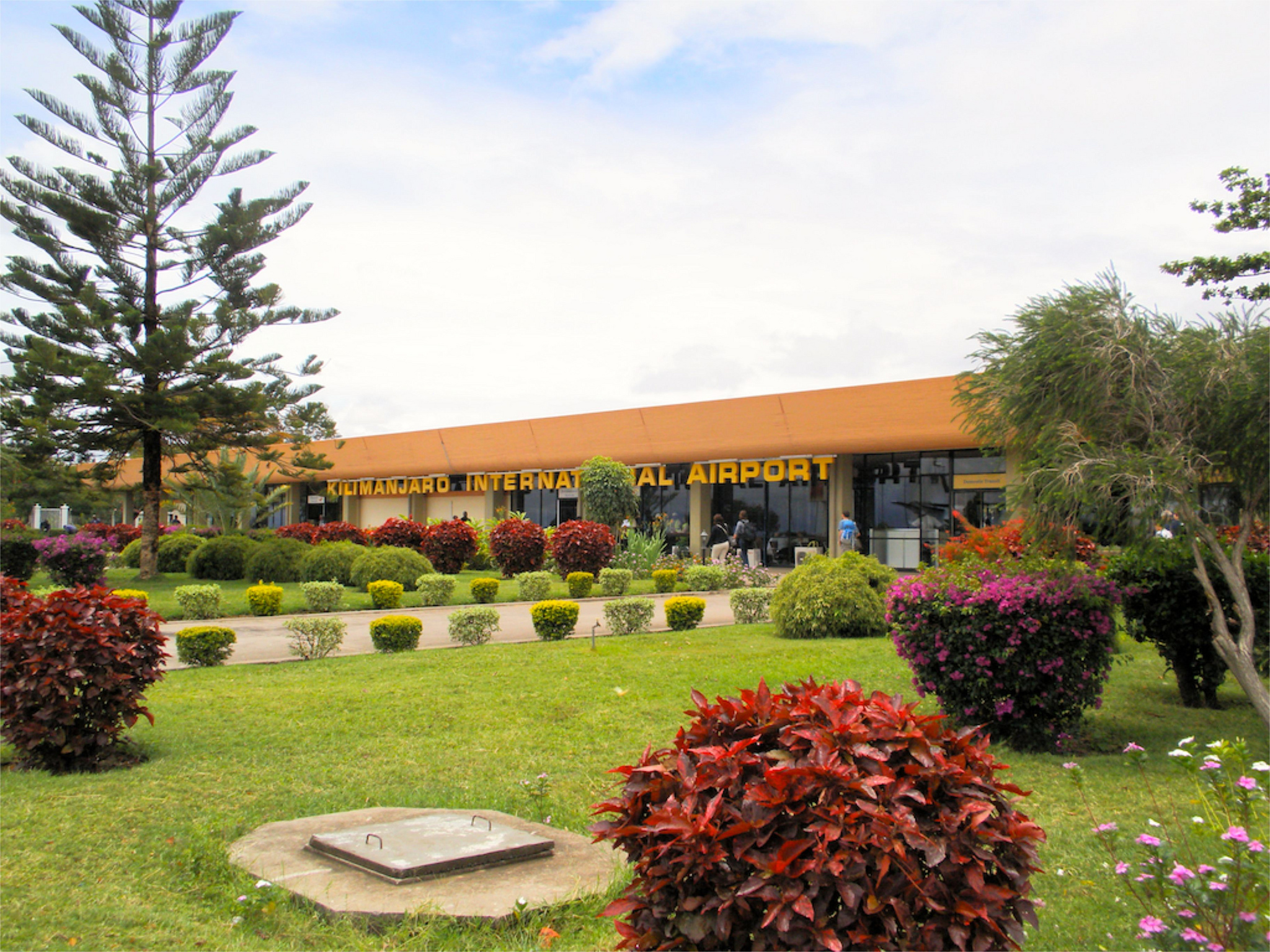
Flughafen Kilimandscharo

### Infrastruktur
- Flugverkehr: Der Flughafen Kilimandscharo ist nach dem Flughafen Daressalam und dem Flughafen Sansibar der drittgrößte Flughafen in Sansibar. Im Jahr 2018 wurden 455.000 Passagiere abgefertigt.[15]
- Straßen: Die Hauptverkehrsstraße ist die Nationalstraße T2 von Moshi nach Arusha, die den Distrikt von Osten nach Westen durchquert.[16][13]
- Eisenbahn: Durch den Süden des Distrikts verläuft die Usambarabahn von Tanga nach Arusha.

## Naturschutzgebiete, Sehenswürdigkeiten
- Kilimandscharo-Nationalpark: Der nördliche Teil des Distrikts hat Anteil am Kilimandscharo-Nationalpark, der insgesamt 1668 Quadratkilometer groß ist. Er wurde 1987 zum UNESCO-Welterbe erklärt. Der Kilimandscharo ist der größte freistehende Vulkan der Erde, der seine Umgebung fast 5000 Meter überragt.[17][18]